# Ahmed

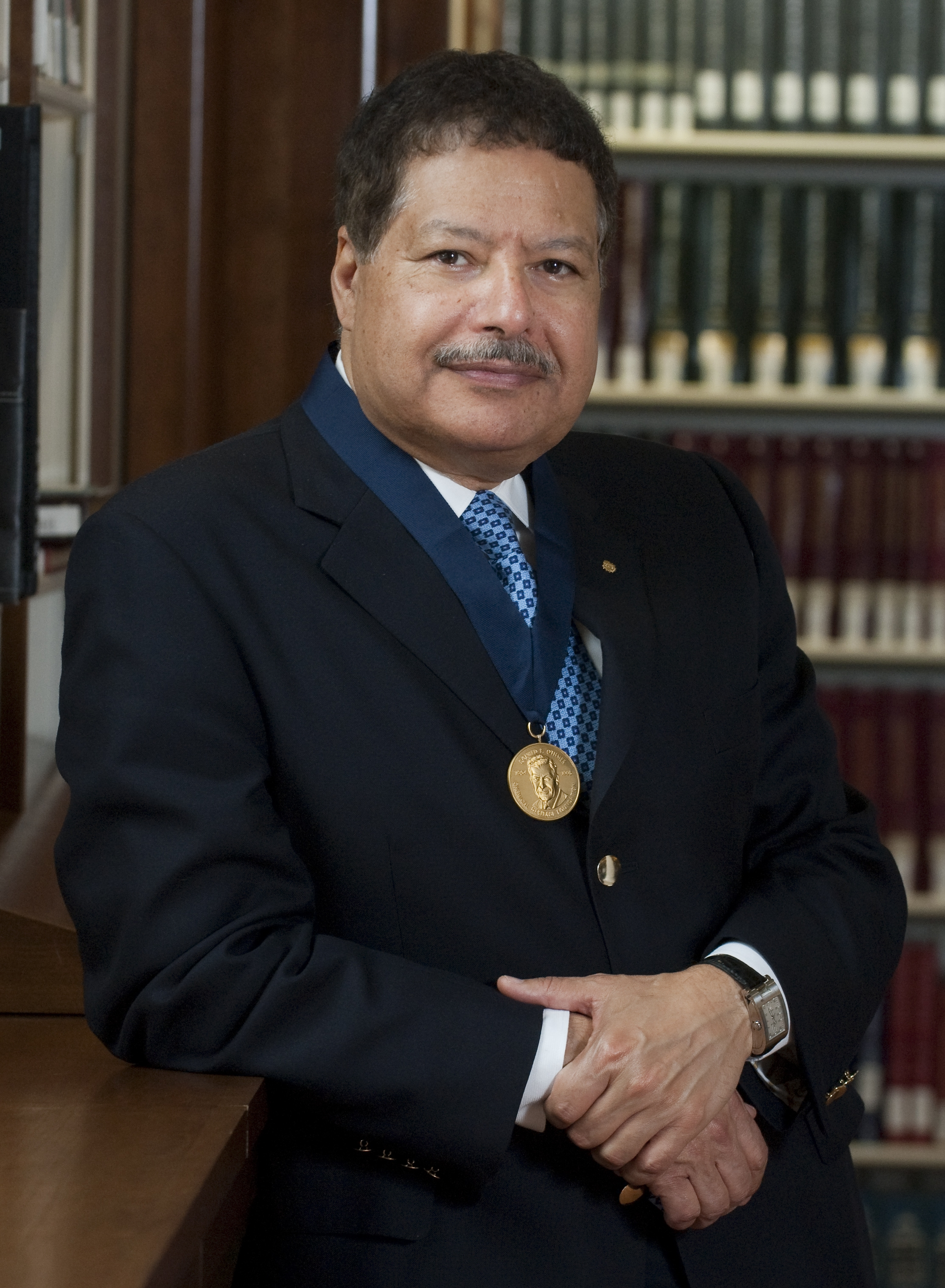
Ahmed Zewail, 2009.

Ahmed (أحمد) [ɛ̈ħmɛ̈d], även stavat Ahmad eller Ahmet är ett ursprungligen arabiskt mansnamn som betyder 'den tacksamme'. Namnsdag saknas i den svenska kalendern.
Det 31 december 2019 var det 11 431 personer registrerade i Sverige som hade efternamnet Ahmed, vilket gör det till Sveriges 66:e vanligaste efternamn.

## Kända personer vid namn Ahmed
- Sultaner av Osmanska riket:
  - Ahmed I (1603–1617)
  - Ahmed II (1691–1695)
  - Ahmed III (1703–1730)
- Ahmed Shah Durrani, grundare av den kungliga Durranidynastin i Afghanistan och indisk stormogul.
- Ahmed Ould Sid'Ahmed, Mauretaniens utrikesminister.
- Ahmed Chalabi, irakisk politiker
- Ahmed Abdallah, Komorernas statsöverhuvud
- Ahmed Midhat (1841-1913), turkisk författare
- Ahmed Rami, svensk-marockansk författare
- Ahmed Rashid, pakistansk journalist och författare
- Ahmed al-Sharaa, Syriens president sedan 2024
- Ahmed Zewail, egyptisk-amerikansk nobelpristagare i kemi
- Ahmed Abdallah Mohamed Sambi, Komorernas statsöverhuvud sedan 2006
- Syed Ahmed Khan (1817-1898) indisk religionsforskare
- Ahmed Vefik Pasha (1819-1890), turkisk statsman

## Kända personer med namnet Ahmad
- Härskare i Tunisien
  - Ahmad I ibn Mustafa (1835-1908)
  - Ahmad II av Tunisien (1862-1942)
- Ahmad ibn Fadlan, arabisk resenär och krönikör på 900-talet
- Nasir al-Din Ahmad Shah I, sultan av Guyarat på 1400-talet
- Ahmad Shah Massoud (1953-2001), motståndsman och senare försvarsminister i Afghanistan.
- Ahmad Yassin, grundare av Hamas
- Ahmad Gran, anförare av en islamisk rörelse i Somalia på 1500-talet
- Ahmad ibn Hanbal "imamen av Bagdad", teolog och jurist på 800-talet
- Ahmad ibn Said, Al Bu Said-dynastins grundare och imam av Oman
- Ahmad ibn Tulun, grundare av tulunidynastin i Egypten och Syrien på 800-talet
- Ahmad Jalayir (1382-1410), härskare i Azerbajdzjan
- Ahmad ibn Yahya al-Baladhuri, arabisk historieskrivare på 800-talet
- Ahmad Shah Durrani (ca.1722-1772), emir över Afghanistan
- Ahmad Shah Bahadur (1725-1775), mogulkejsare i Indien
- Ahmad Ustad (ca. 1580-1649), indisk arkitekt
- Ahmad Shah Mirza, persiens regent 1909-1923
- Mirza Ghulam Ahmad (1835-1908), indisk religiös ledare

## Kända personer med namnet Ahmet
- Ahmet Zogu (1895-1961), Albaniens premiärminister